# Équipe de Turquie de futsal FIFA
Maillots
L'équipe de Turquie de futsal est la sélection nationale représentant la Turquie dans les compétitions internationales de futsal.
Créée en 2006, la sélection entraînée par l'ancien joueur et entraîneur de football Ömer Kaner dispute son premier tournoi majeur  lors du Championnat d'Europe de futsal 2012 se déroulant en Croatie. Les Turcs sont éliminés dès la phase de groupes.

## Parcours dans les compétitions internationales

### Championnat d'Europe
- 1996 - Non inscrit
- 1999 - Non inscrit
- 2001 - Non inscrit
- 2003 - Non inscrit
- 2005 - Non inscrit
- 2007 - Non inscrit
- 2010 - Non qualifiés
- 2012 - 1er tour
- 2014 - Non qualifiés
- 2016 - Non qualifiés
- 2018 - Non qualifiés
- 2022 - Non qualifiés

## Effectif actuel
- Cüneyt Vicil